# Lindera fragrans
Lindera fragrans är en lagerväxtart som beskrevs av Daniel Oliver. Lindera fragrans ingår i släktet Lindera och familjen lagerväxter. Inga underarter finns listade i Catalogue of Life.